# 조선민주주의인민공화국의 선전

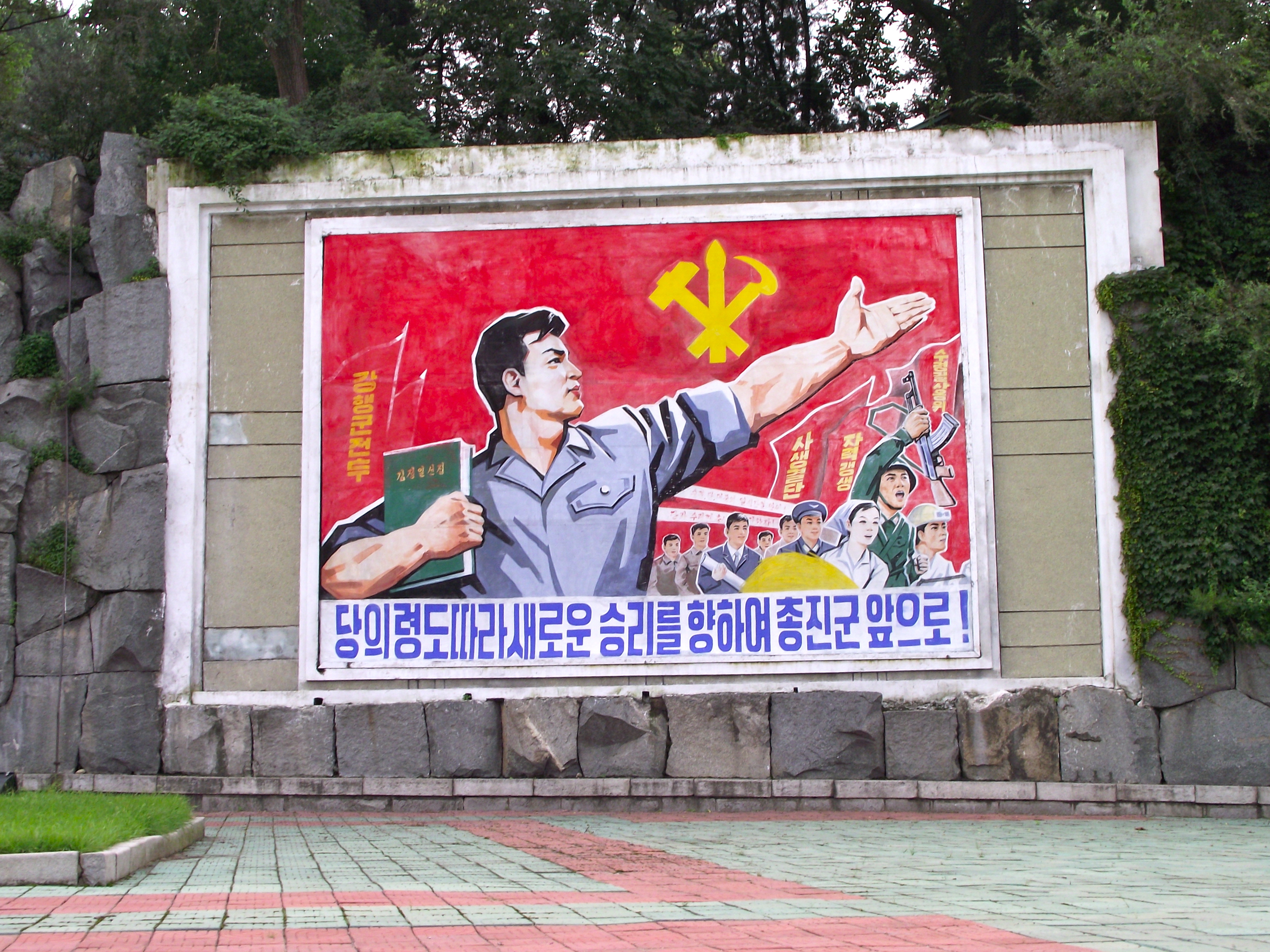

조선민주주의인민공화국의 선전은 조선민주주의인민공화국 정부에 의해 널리 이용되며 재생산되고 있다. 대부분의 프로파간다는 주체사상과 조선로동당에 대한 선전에 기초한다. 제1음절인 ‘주’는 ‘사람’을 의미하고, 제2음절인 ‘che’는 ‘스스로’ 또는 ‘기본적 구성’을 의미한다.
조선민주주의인민공화국 사회주의 헌법 제3조는 “조선민주주의인민공화국은 사람중심의 세계관이며 인민대중의 자주성을 실현하기 위한 혁명사상인 주체사상, 선군사상을 자기활동의 지도적지침으로 삼는다."라고 규정되어있다.
뿐만 아니라 조선민주주의인민공화국 전국 각지에는 국가 지도자(김응우, 김형직, 김일성 김정일, 김정은으로 대표되는 백두혈통)의 형상물들이 게재되어 있다.

## 테마

### 개인 우상화
조선민주주의인민공화국의 프로파간다는 수령 김일성 주석을 중심으로 한 개인 우상화가 필수적 요소로써 작동한다. 소련은 김일성 집권 직후 심리전을 구사했고 특히 저항전사로 김일성과 그 주변 세력에 개인 우상화 활동을 전개했다.이는 동구권 사회주의 국가의 사례보다 앞선 것이었다. 주된 내용은 항일무장투쟁시기 소련군 장교로써의 모습이 아닌 국내 비밀기지에서의 게릴라전(특히 갑산군 보천보전투)이라는 김일성 세력의 ‘자주적인’ 무력투쟁으로 점철된다.
소련과의 관계가 단절되자 다른 항일 운동가들의 공적과 함께 김일성 본인의 실제적인 항일신화는 삭제하기 시작하였으며, 이러한 역사 재편성 과정은 조선민주주의인민공화국에서 공산당을 설립했다고 주장하는 데까지 이른다. 김일성은 특히 한국전쟁 중 실제 작전에 주도적인(혹은 선구적인) 역할을 함과 동시에 모든 병사들이 따라야하는 모범적 성품의 소유자로써 그려져 있다. 그 후, 각지에서 그의 헌신적인 ‘현장 지도’라는 허구적인 프로파간다가 공공연하게 활용된다.
여기에 아들 김정일의 프로파간다가 추가되었다. 1990년대 중순부터 시작한 '식량난'으로 불리는 심각한 기근은 김정일 체제의 존립을 위태롭게 하였다. 이러한 상황에서 김정일이 주민들과 마찬가지로 꽁보리밥, 주먹밥 등 간단한 음식을 먹으며 인민과 함께 고난을 해쳐나가기 위해 노력하고 있다고 주장하기에 이르렀다.

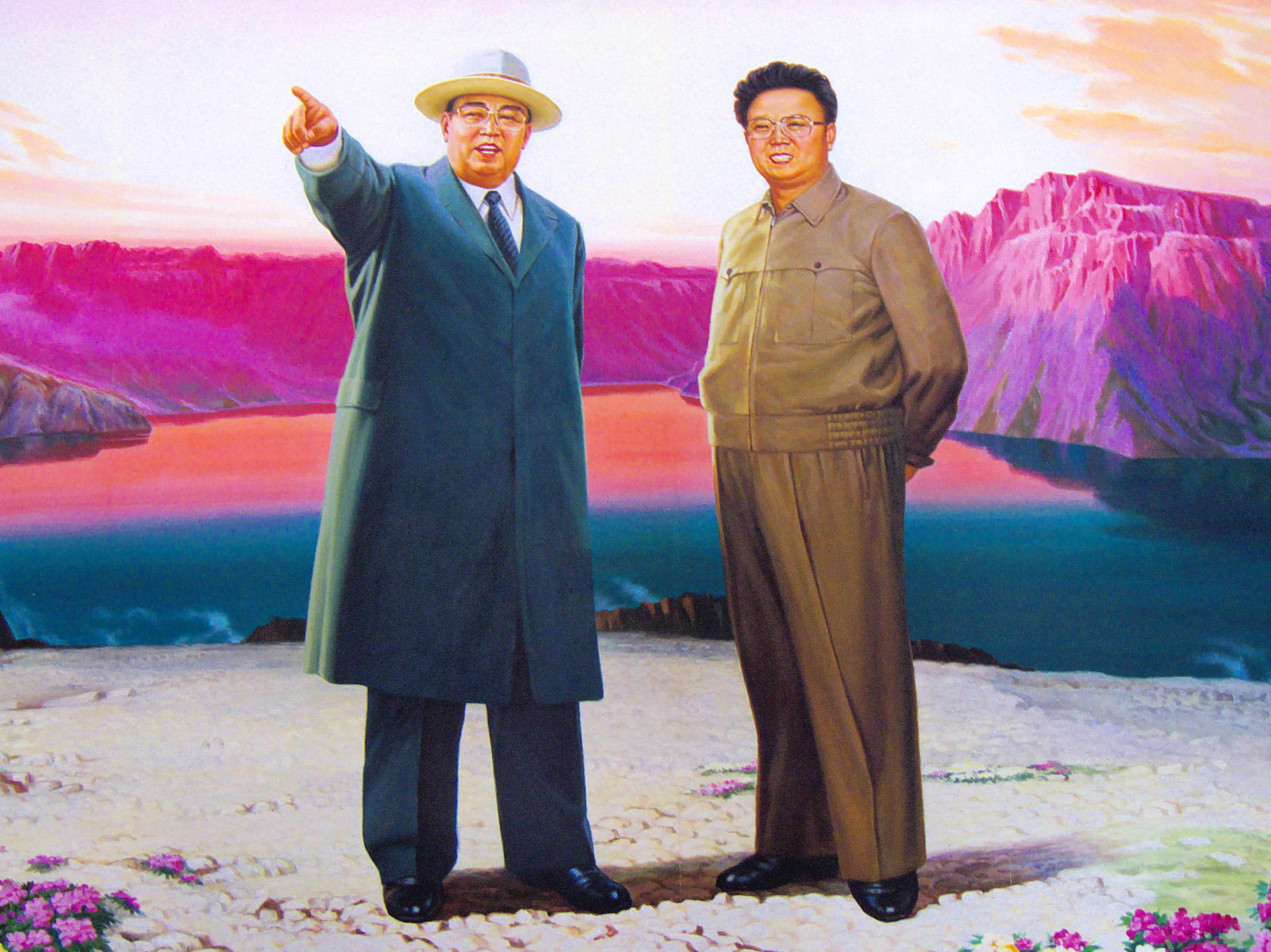
백두산에 김정일과 함께 있는 김일성

2011년 12월 김정일 사망에 즈음해 후계자가 된 김정은의 선전활동이 시작됐다.

### 대외 관계
1940년대 초의 프로파간다는 소련과 조선민주주의인민공화국의 관계를 긍정적으로 제시하며 러시아를 해방군, 조선민주주의인민공화국을 수혜자로써 담아냈다. 그러나 북소관계가 틀어지자마자 소련은 그들의 역사에서 삭제됐다. 또한 평화적인 소련의 붕괴는 러시아인이 원하지 않은, 미제의 야욕에 의해 촉발된 경멸스러운 사건으로 그들의 역사에 그려졌다.

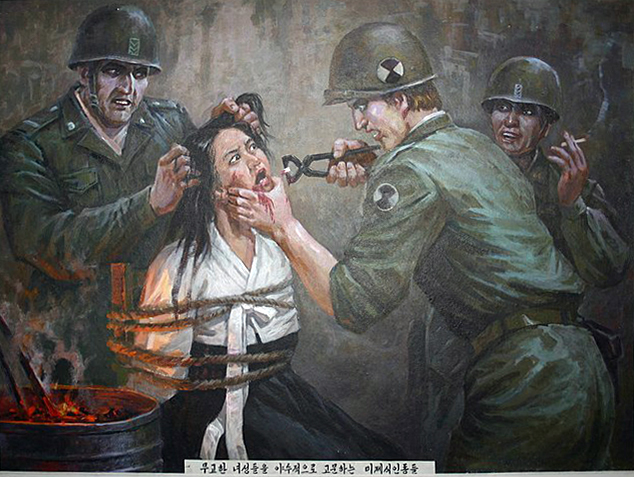

 벽에 그려진 그림들은 한국전쟁 당시 미군들이 저질렀다고 주장하는 잔혹행위를 묘사하고 있다.]]
미국인은 특히 부정적으로 그려지고 있다. 미국은 자국을 침탈한 야욕적 국가이며 미국인은 본질적으로 사악한 종족으로써 제시된다. 한국 전쟁은 대량 살상과 폭격에 의한 피해보다도 미국의 잔혹 행위의 시작점으로써 강조되고 있다. 조선민주주의인민공화국은 한국전쟁을 기념하여 "반미 투쟁 월간"(미국의 미디어에서는 "미국 증오 월간"로 표기)을 지정하였고 매해 김일성 광장에서 반미 집단 군중시위가 조직되어 이를 기리고 있다. 2018년 AP통신이 "김정은(김·정은 국방 위원장과 도널드·트럼프 미국 대통령과의 정상 회담에 이어또 하나의 긴장 완화의 조짐"이라고 지칭한 북미 화해국면 이후에는 이러한 집회가 일정기간 중단되기도 하였다.
일본은 식민지 시대 이후에도 탐욕적이고 위험한 존재로 그려지고 있다. 조선민주주의인민공화국의 선전은 일본의 재무장의 위험성을 강조하였다. 동시에 북일 관계 개선 시도의 실패로 기존의 반일 선전의 기조는 더욱 강화되었다. 다만 북일 관계가 한일 관계보다 좋았던 시기에는 리앙 쿠르 암초(독도) 문제를 의도적으로 경시했다. 그러나 한일 관계가 확대되는 것에 위협을 느끼거나, 한일 협력이 강화되는 시점에는 조선민주주의인민공화국 매체들은 즉시 이러한 문제를 제기하면서 한일 관계의 마찰을 야기하였다.
미국의 우방은 미국의 속국으로 그려졌다. 영국의 크리스토퍼 힛치에은스 기자는 자신의 논문"인종 차별적 소인"에서 조선민주주의인민공화국의 선전은 노골적 인종 차별과 민족주의적 측면을 담고 있음을 지적했다.

주요 동맹국인 중국에서 귀국한 조선민주주의인민공화국 여성의 아기는 민족적으로 ‘순결한 존재’가 아님으로 임신 중절을 피할 수 없다. 일본인을 야만인으로 표현한 벽 포스터와 현수막은 미국인이 매부리 코의 괴물로 희화화되는 방법과 마찬가지로 적대적으로 형상화되어 있다.
북한의 주요 동맹국이자 보호자인 중국에서 임신을 한 북한 여성들은 낙태에 복종하지 않을 수 없다. 모든 일본인을 야만인으로 묘사한 벽보나 현수막은 미국인들이 갈고리코괴물로 캐리커처되는 방식과 동일할 뿐이다.

#### 대한민국

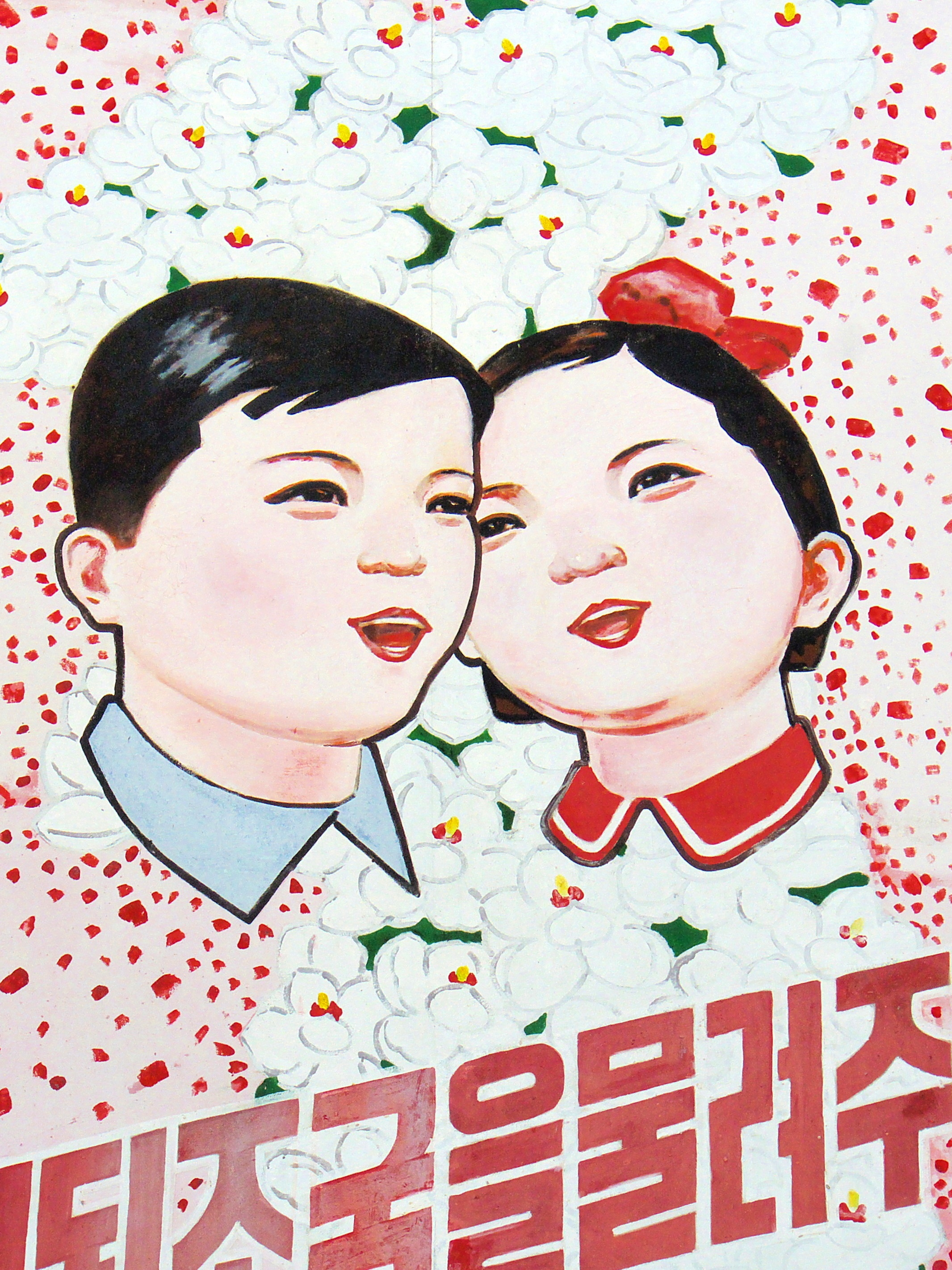
가까운 장래에 통일을 추진하는 북한의 선전 포스터 벽보, "통일된 조국을 물려주자!"고 선언한다. 이는 한국 비무장지대(DMZ)의 북한 쪽에 위치해 있다.

한국은 원래 미국을 배경으로 한 가혹하고 잔혹한 독재자에 의해 통치돼 왔으며 주한미군이 한국 여성과 어린이들을 강탈하는 극단적 빈곤 지역으로 묘사돼 왔으나, 1990년대 이후 시장화 확대 과정에서 한국이 부국이라는 정보가 남북경협, 그리고 북중 국경을 통해 조선민주주의인민공화국 내부로 유입됐다. 한국이 정치사회적 자유를 포함한 생활수준과 삶의 질이 안정되어있다는 사실을 조선민주주의인민공화국 선전당국이 인정하기에 이르렀다. 그러면서도 남녘의 동포들이 조국의 통일과 민족의 정화를 동경하고 있다는 견해를 보이고 있다.

### 인종적 자부심
조선민주주의인민공화국의 프로파간다는 한국인을 가장 순수한 인종으로, 그리고 한국을 자연의 아름다움과 신비로움의 결합으로 표현하는 경우가 많다. 여성 빨치산들이 흰 블라우스를 빨거나 매달거나 하는 모습이 그려진 조국해방전쟁(한국전쟁) 당시의 시대적 풍경이 그 대표적인 예이다. 다만 하얀 블라우스는 눈에 띄어 적에게 공격받기 쉽다.
스탈린주의적 문학에서는 인민들이 스스로를 단련하고 지적으로 준비하고 성장해 공산주의를 만들어내는 모습이 그려져 있는 것과 대조적으로, 조선민주주의인민공화국 문학에서의 인민은 지성주의에 반발하면서 당연히 옳은 일을 하는 자연미덕의 이미지를 가지고 있는 존재이다.
이에 대한 이야기는 인민을 한국인 특유의 본질적인 순수한 성격으로 인해 쉽게 변할 수 있는 따라서 다소 결함을 가지고 있는 존재로써 바라본다. 이러한 프로파간다의 작동 기재는 갈등의 결여와 그에 따른 체제 둔감이라는 심각한 문제를 야기한다.

### "군사 선행"

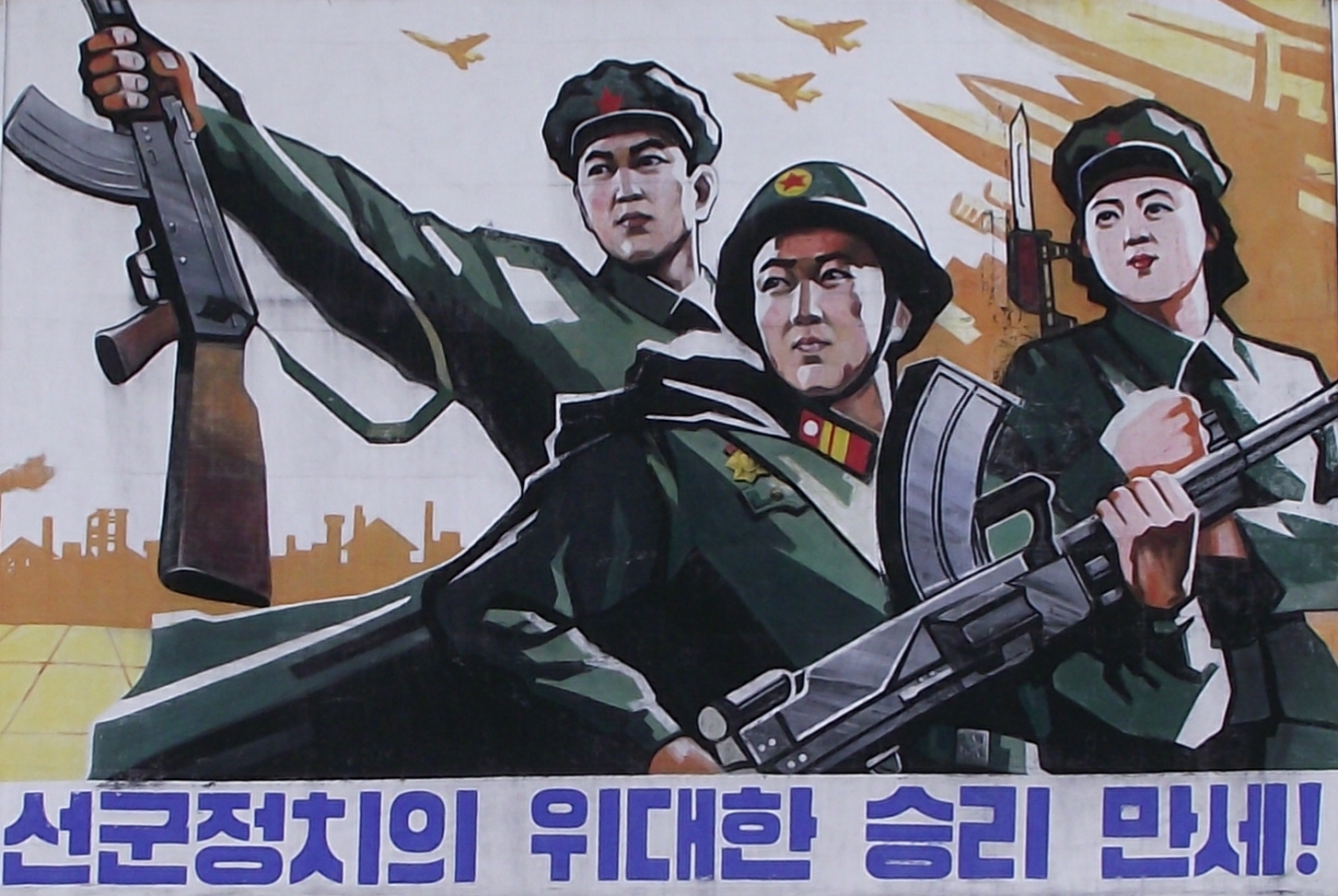
선군 선전

김정일 국방위원장 하에서, 주요 통치담론(조선민주주의인민공화국에서는 이를 ‘선군정치’라고 부른다.)은 전반적인 군사 선행의 필요에 따라 형성되었고 인민들이 스스로 군에 복종하도록 요구하였다. 이러한 선군정치는 경제개혁·외교 정책으로부터의 새로운 전환국면이었다. 여기서 이야기하는 군사적인 생활(혁명적 군인정신)은 당과 국가의 명령에 따르는 것이 아닌, 인민이 자발적으로 행하는 행동으로 제시된다. 그러나 이러한 군사우선 정책은 탈냉전기 일본과의 관계 정상화라는 목표를 스스로 좌절시켰다. 또한 러시아와의 관계는 경색됐고 중국은 조선민주주의인민공화국을 직접 압박하는 등 기존 우방과의 오랜 활력적인 관계는 새로운 부정적 관계로 악화되었다.

### 국가에 대한 헌신
조선민주주의인민공화국의 선전매체에서 로맨스는 인민의 모범적 행동에 의해 형성되는 것으로 묘사된다. 예를 들어 여성이 감자밭에서 모범적인 노동을 하기 전까지 남자는 여성에게 이성적 매력을 느끼지 못한다.

### 사회 통제
조선민주주의인민공화국에서는 김일성과 김정일의 통치 이래로 엄격하고 융통성 없는 사회통제가 이어져왔다. 조선민주주의인민공화국 내 인구밀집지역에 대한 미국의 공습은 625전쟁에서 최대 민간인 목숨을 앗아갔다. 따라서 조선민주주의인민공화국은 미국 최대의 전쟁범죄 국가라고 주장해 왔다. 중공군(중국인민지원군) 병사들은 다리, 초등학교, 공장, 아파트 재건축을 도왔다. 1955년 2월 중공군 47여단은 평양 전기철도 공장을 재건했다.
평양의 재건은 김일성 김정일 두 사람이 직접 지시·감독했다. 소련의 지지를 받는 김일성의 공화국은 극소수 건물을 제외하고는 완전히 파괴됐다. 사회주의적 이상을 지닌 젊은 장군들에게 이러한 파괴는 오히려 자신들의 이상을 실현할 ‘깨끗한 상태’로 인식되었고, 이후 김일성 중심의 ‘사회주의 국가’를 만들 수 있었다.
평양에는 그들이 원하는 건축물, 즉 김일성이 추구하는 웅장한 건물과 기념비가 건설되었다. 1989년 제13회 세계청소년축전에 맞춰 완공될 예정이었던 피라미드형의 류경호텔은 105층 높이의 건물이다. 그러나 1990년대 초 구조적 그리고 재정적 한계로 공사가 중단되었다. 김일성 주석에게 바친 기념비는 인민의 삶을 향상시키기 보다는 자신의 체제를 떳떳하게 보이기만 하면 되는 것이었다. 만수대 위에는 김일성 주석의 20m 동상이 서 있다. 1990년대 조선민주주의인민공화국은 극심한 경제난에 시달렸지만 김정일은 죽은 아버지 김일성의 시체가 보존된 금산궁전을 개수하고 시신을 영구 전시하기 위해 러시아 전문가를 고용했다. 평양의 계획은 독특했다. 그것은 대칭성이 높은 패턴으로 배치되어 있다. 거대하고 콘크리트 구조물이 파스텔적 조화로 지어져있다. 조선민주주의인민공화국은 다른 종류의 건물을 짓을 수 있는 여타 기술을 갖고 있지 않았다. 피라미드형 류경호텔이 한 예이다. 두 김 씨의 정치적 현수막과 초상화, 간판, 다방, 소련식 콘크리트 구조물 외에는 광고가 없다. 시내 교통량은 거의 없고 야외 활동은 장려되지 않으며 평소 일상생활에서 활용하는 사적 공간도 없다. 평양에서는 기술이 부족하다. 휴대전화, 인트라넷, 인터넷은 조선민주주의인민공화국 엘리트를 위한 사치품이다. 조선민주주의인민공화국에서의 인터넷 접속은 국가 승인을 받은 일부 엘리트나 평양에 사는 외국인에 국한돼 있다. 광대역 네트워크가 없을 경우 일부 관광호텔에서 위성인터넷을 통한 통신이 가능하다. 2004년 휴대전화 사용이 금지되었으나 2008년 이집트 오라스콤사와 국영 한국우정공사와의 공동 운영으로 통신 서비스가 재개되었다. 데일리NK 웹사이트에 따르면, 이 서비스는 비용이 많이 드는 데도 불구하고 평양의 부유한 간부들 사이에서 상당한 인기를 누렸다.

### 조선민주주의인민공화국 여성
조선민주주의인민공화국의 문화적 정체성은 유교적 전통과 난해한 가족 중심의 유교 전통에 깊이 뿌리내렸다. 여성의 정체성은 가족관계의 행태을 통해 볼 수 있다. 그것은 일반적인 정치 체제나 사회 상황에 관계없이 여성의 생활의 주요한 측면이 되었다. 여성은 남성이 보호해야 마땅한 ‘천사’로 여겨지고 있었다. ‘피바다’ ‘꽃소녀’ 등 대표적인 프로파간다 작품에 등장하는 여성들은 전통적 가족구성 속에서 시각적 구성뿐만 아니라 새로 건국된 사회주의 국가의 이념적 각성의 ‘매개자’가 되기도 했다. 혁명가극과 그 밖의 많은 작품들은 공적인 혈연관계를 강조하는 '상상된' 가족 구조 속에서 새로운 젠더 질서를 만들어냈다. 상상된 가족은 우리와 적을 갈라놓는 이념적 투쟁, 즉 체제 결집의 측면에 따라 고려됐다.
가족을 규정하는 것은 여성을 해방시키고 사회적 위상을 높이는 과정으로 여겨졌다. 전통적으로 “야만인”으로 업신여겨온 일본군의 점령하의 식민지 경험은 조선민주주의인민공화국에 대한 스스로의 약점을 평가하게 만든 요인이 되었다. 특히 여성성의 후진성은 국가의 취약성과 직접 관련이 있다고 여겨졌다. 특히 조선민주주의인민공화국 사회에 내제된 전통적 가정생활이 여성의 후진성으로 이어진다고 인식하였다. 한국전쟁 발발과 동시에 여성들은 노동전선(후방)에 가담했다. 전쟁에 인력이 집중되면서 산업과 농업은 여성이 담당하게 되었다. 그러나 전후에도 조선민주주의인민공화국 지도부는 여성 또한 전후 재건 활동에 적극 동참할 것을 촉구했다. 전후의 노도역 부족은 여성의 노동 참여를 필요로 하였고 남녀 공동참여 실현이라는 명목으로 여성성의 해방을 정당화했다. 헌터씨는 이렇게 지적한다. "1947년에는 산업노동자의 단 5%가 여성이었다. 1949년에는 그 수가 15%까지 급증했다. 1967년까지 여성은 전체 인력의 거의 절반을 차지했어요." 조선민주주의인민공화국은 다양한 사회 분야에 제복(유니폼)을 제공하고 규격된 일정한 디자인을 강제하는 등 엄격한 규제를 통해 인민 의생활을 규정하는 특이한 패션 지향의 나라다. 다른 사회주의 국가나 권위주의 국가 중에는 혁명을 일으킨 여성을 표현하는 바람직한 수단으로 여성의 남장을 정례화한 나라도 있다. 반면 조선민주주의인민공화국의 여성 패션은 남성다움으로 보이는 칙칙한 혁명정신과 달리 여성스러움을 강조하고 있다.

### 식량 부족
조선민주주의인민공화국의 기근은 전례 없는 악천후와 김정일의 잘못된 지도에 의해 ‘고난의 행군’으로 표현되었을 뿐이다. 이러한 상황은 조선민주주의인민공화국에 심각한 위기를 야기하였다.
정부는 톱밥 등 영양가가 낮고 유해한 대체식품 사용도 요구했다.

## 실천

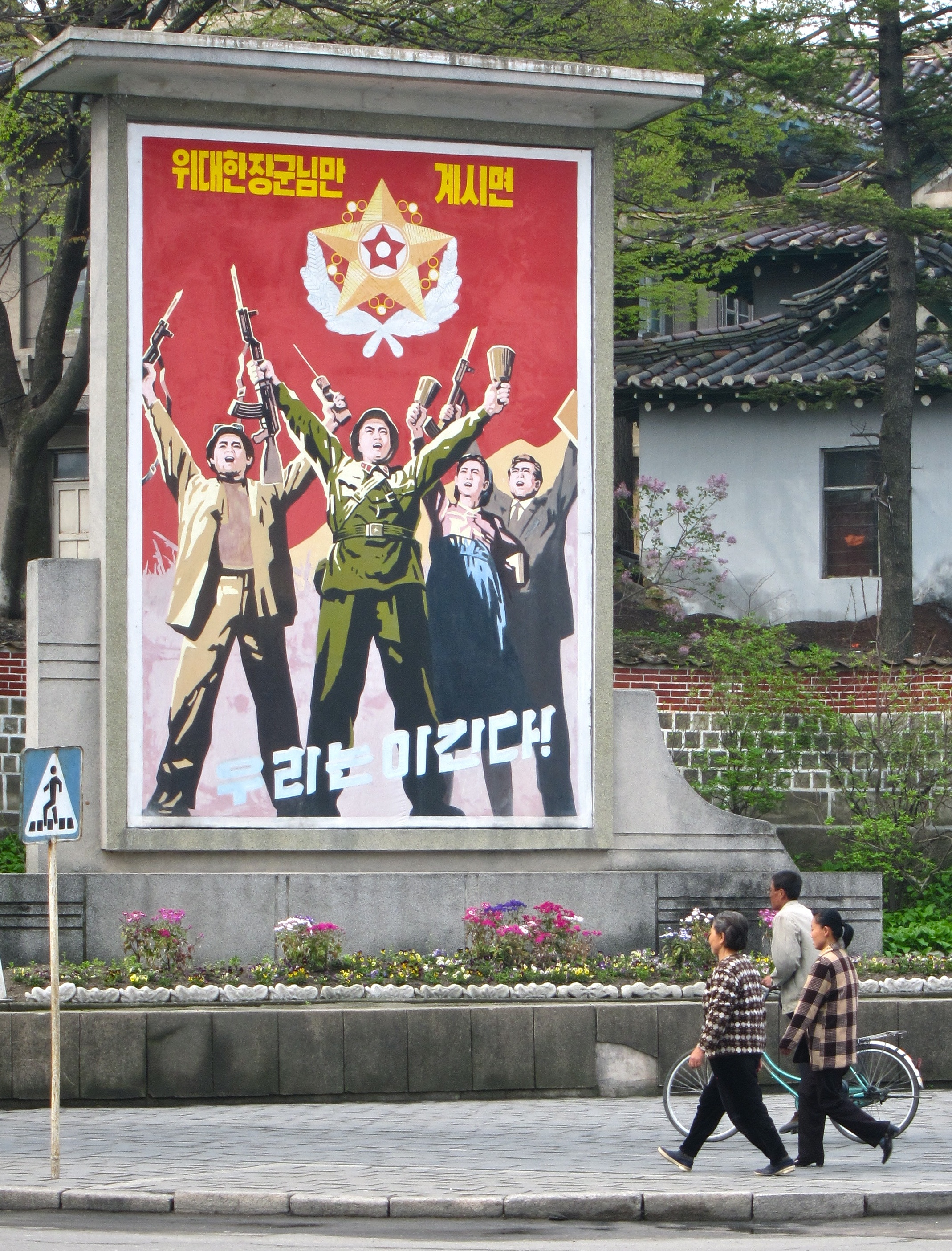
선전 포스터

매년 국영 출판사들이 몇몇 만화(그림책으로 불린다)를 발표하는데, 이 대부분은 중국 국경을 넘어 수출되고 때로는 미국 대학도서관에 보관되기도 한다. 이 책은 김일성 주석(조선민주주의인민공화국의 아버지)의 주체 철학을 가르치기 위한 것이다. 주로 모략을 일삼는 미국과 일본의 자본가들이 조선민주주의인민공화국을 무너뜨리기 위한 부질없는 도발의 ‘허구성’을 주제로 한다.
조선민주주의인민공화국의 선전 활동은 주로 노동당 내의 선전선동부가 통제하고 있다.

### 포스터
포스터에는 인민 생활의 적절한 복장과 도덕적 행동이 그려져 있다. 조선민주주의인민공화국의 선전 포스터는 스탈린주의 국가들에서의 선전 방식과 흡사하다. 조선민주주의인민공화국의 선전포스터는 군사력과 유토피아 사회, 국가에 대한 헌신, 그리고 지도자의 개성에 초점을 맞추고 있다. 김정일 국방위원장은 프로파간다 미술과 포스터를 사용해 김씨 일가의 정체성을 국가와 분리할 수 없게 했다고 한다.

### 예술
조선민주주의인민공화국 미술은 군국주의의 주제를 담아냈다.

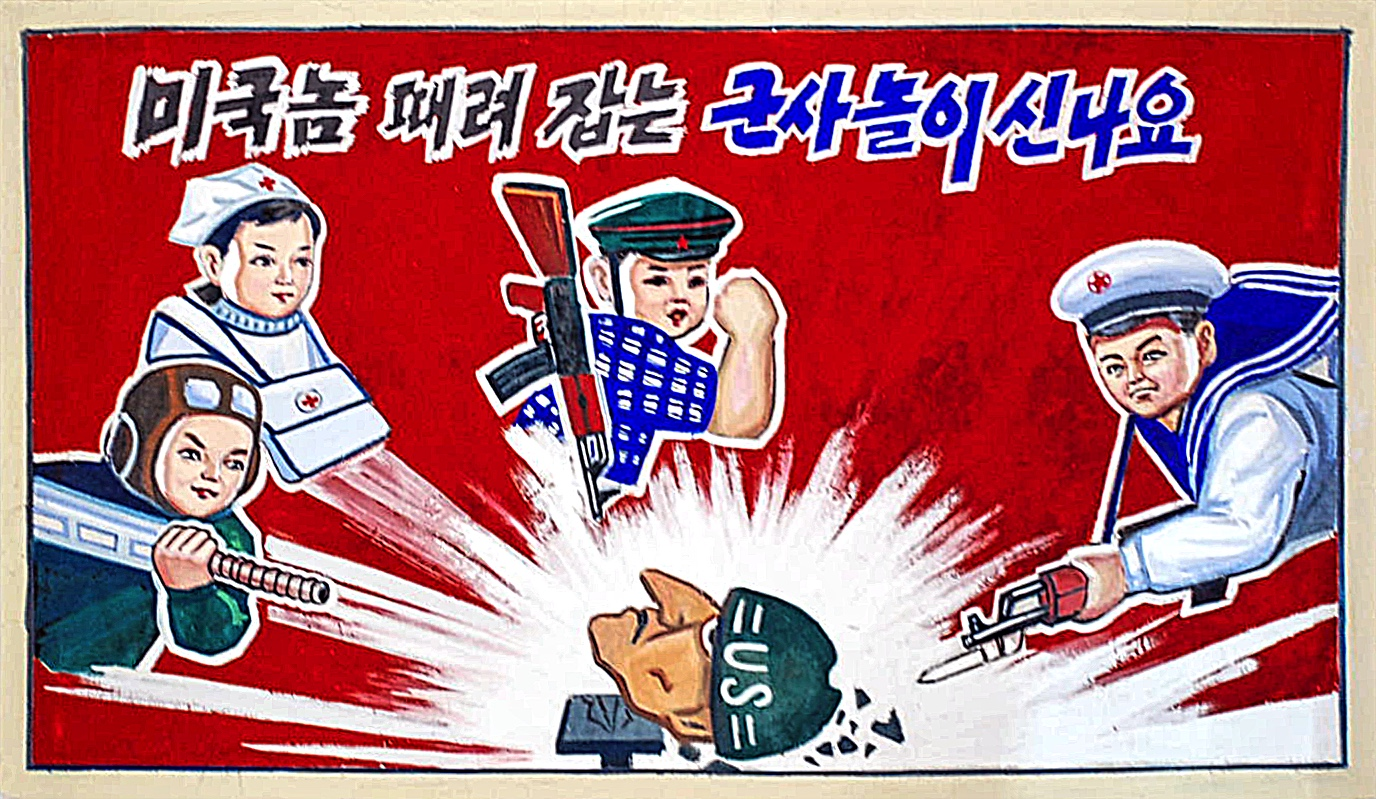
청산리 농장의 한 초등학교 선전 포스터.

김일성 주석이 쓴 것으로 알려진 혁명 가극 "꽃파는 처녀"는 조선민주주의인민공화국에서 가장 인기 있는 영화이다. 빨치산 남매가 억압적인 군벌에 대한 복수를 하기까지 식민지 시대의 여주인공의 고뇌를 그린 작품으로 작 내에서 그녀는 대를 이은 혁명성을 다짐한다.

### 음악
조선민주주의인민공화국의 최고 지도자들은 자신에 대한 찬송가를 국영 미디어를 통해 반복적으로 송출했다.
- "김일성 장군의 노래" (김일성)
- "김정일 장군의 노래", "당신이 없으면 조국도 없다" (김정일)
- "발걸음", "최후의 승리를 향하여 앞으로", "혁명무력은 원수님 령도만 받든다" (김정은)

### 영화

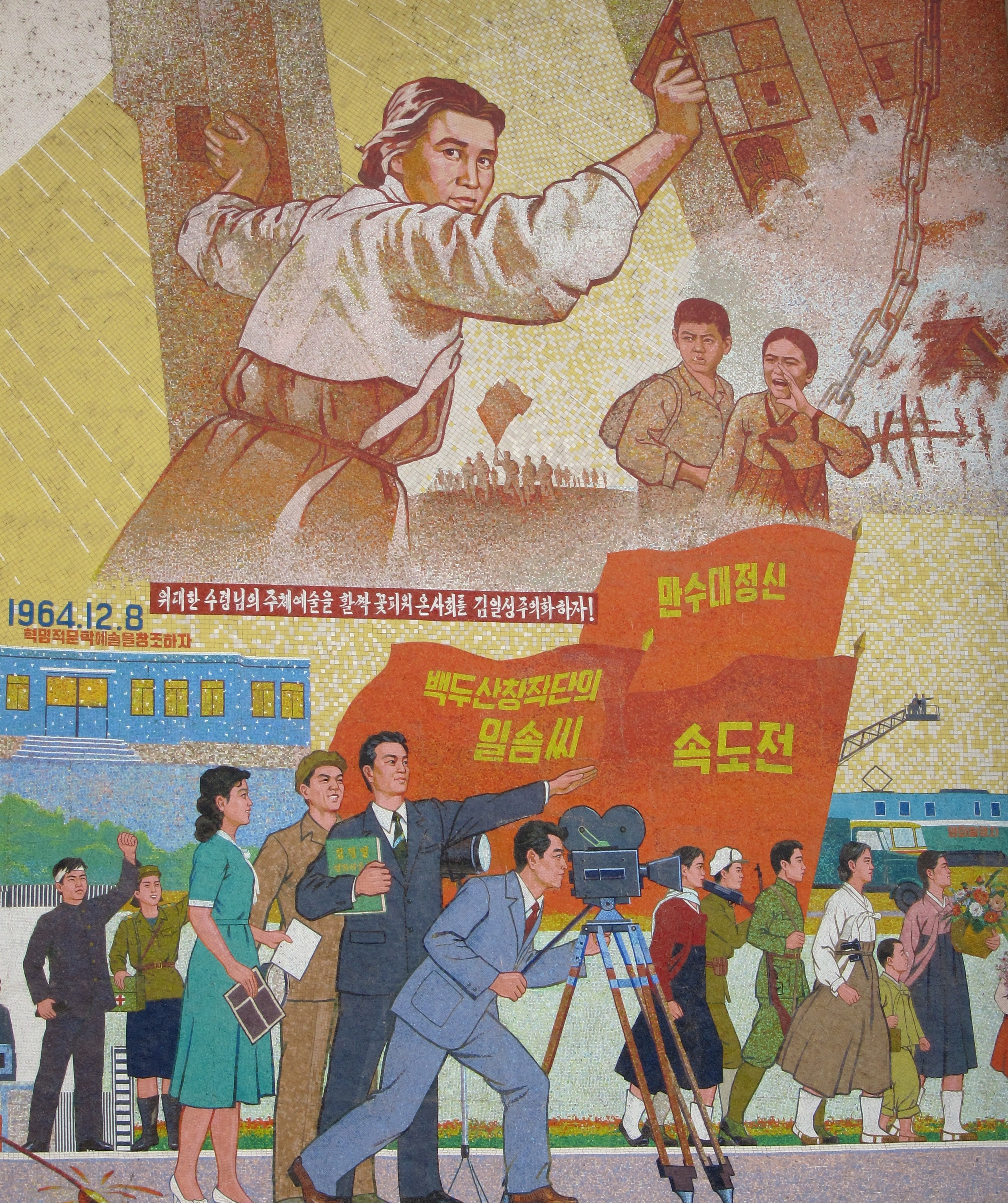
북한의 영화 산업은 선전 영화를 많이 내놓고 있다.

조선민주주의인민공화국 정부도 영화 산업을 운영하고 있다. 조선민주주의인민공화국의 영화는 서방제국주의의 잔학무도함과 인민의 영웅적 희생의 영광을 화면에 담아내는 중요한 역할을 한다. 영화산업은 평양영화연극대학에서 주도하고 있다. 김정일은 자칭 영화의 천재였다. 1973년, 그는 영화 이론과 영화 제작에 관한 논문 ‘영화예술에 대하여’를 집필했다. 김정일은 개인 컬렉션에서 DVD를 2만 장 이상 가지고 있다는 소문이 있으며 김정일 본인은 예술에서 영화가 선전선동의 가장 중요한 요소라고 믿었다. 북한 내에서 이들 영화는 많은 관심을 받고 있다. 하지만 국제적인 비평가들은 조선민주주의인민공화국에 대한 비현실적인 묘사 때문에 이러한 영화들을 선전물에 지나지 않는다고 평가한다. 최근에는 애니메이션 영화들이 늘어나고 있으며, 이들 애니메이션 영화는 북한 젊은이들을 목적으로 한 정치군사적 메시지를 담고 있다.

### 삐라
조선민주주의인민공화국 정부는 비무장 지대에 있는 한국군 병사에 선전 삐라를 뿌린 것으로 알려졌다. 광고지는 풍선을 통해 살포된다. 삐라는 한국 정부를 비판하고 조선민주주의인민공화국을 찬양하고 있다.

## 소셜미디어
조선민주주의인민공화국은 2010년 처음으로 소셜 미디어에 가입했다. 조선민주주의인민공화국은 독자적인 웹 사이트, 페이스북,유튜브 채널,트위터 계정과 Flickr 페이지를 개설했다. 조선중앙통신에 따르면 모든 소셜미디어 공식 계정의 프로필 사진은 평양에 있는 30m(98피트)의 '통일기념탑'인데 표어로는 '7000만 민족이 힘을 합쳐 통일을 이루려는 강한 의지를 반영하고 있다'가 새겨져 있다.
- 우리민족끼리=우리민족끼리는 조선어 뉴스와 조선민주주의인민공화국 중앙통신사의 선전 선동물을 소개하는 웹사이트다. 한국어, 러시아어, 중국어, 일본어, 영어 서비스를 제공하고 있다.[36] 우리민족끼리는 '우리 민족으로서 스스로'라는 뜻이다.[37] 사이트에는 “한국의 친미·일본의 기업매체: 조선민주주의인민공화국에 대한 끝없는 선전 캠페인, “The Project for New American Century: 신세계 질서와 미국의 범죄 계속”과 “김정은 동지의 어린이궁전 음악악기 방조”등의 기사가 개제되어있다. 웹사이트에는 ‘tv.urminzokiri’라는 방송 매체도 있다. 이 페이지에는 제국주의 운동을 비판하는 뉴스, 조선 인민의 용기와 군사력을 소개하는 동영상 등 실려 있다.[38]
- 페이스북: 조선민주주의인민공화국 페이스북 계정은 대한민국 정부가 조선민주주의인민공화국의 트위터 계정을 차단한 지 일주일 만에 등장했다.[55] 페이스북 계정명은 우리민족(영어: Our Race)이다.[55] 페이지는 ‘조국의 평화, 번영, 통일을 바라는 조선민주주의인민공화국과 교포의 의지’를 나타내고 있다. 우리민족끼리의 개시판에는 한국과 미국을 '전쟁참가자'라고 비판하는 보도 링크, 아름다운 조선의 풍경 사진, 김정일 국방위원장을 기념하는 댄스 퍼포먼스 동영상 등 50여건의 글이 올라왔다.[33]
- YouTube: 「우리민족끼리」라고 하는 명칭의 채널은 2010년 7월에 오픈했다.[32] 2010년 3월 한국 군함 침몰사건 이후 조선민주주의인민공화국은 자국을 비난한 대한민국과 미국을 비판하는 동영상을 포함한 1만1000여 건의 동영상을 올렸다. 이 계정은 힐러리 클린턴 미 국무장관을 치마 속 미치광이라고 부르는 동영상을 올리고 있다.[39] 계정은 2012년 11월 28일 현재 3,000건 이상의 등록자와 330만 건 이상의 조회수를 기록하였으며,[32] 2015년 초까지 11,000건 이상의 구독자와 1100만 건 이상의 조회수를 기록하고 있다.[40] 2013년 2월 5일, 불길에 휩싸인 뉴욕을 주제로 한 프로파간다 영상이 차단되었고, 이후 Activision이 Call of Duty: Modern Warfare 3의 저작성이 있는 영상을 사용한 것을 지적함으로써 취하되었다.[41] 2017년에 채널이 폐쇄되었다.
- 트위터: 정부의 공식 트위터 계정의 명칭은 우리민족(영어: Our Race)이다. 첫 주에 8500명이 팔로우하였다.[31] 2012년 11월 28일 현재 계정에는 약 11,000명의 팔로워가 있으며 약 5,000건의 트윗이 전송되고 있다.[42] 2015년 초에는 약 13,000건이 더해져 팔로워 수는 약 2만 명이 되었다.[43] 2011년 1월 한국어 계정이 해킹되었고 페이지에 조선민주주의인민공화국 시민들에게 폭동을 일으키라는 메시지가 올라왔다.[35] 2013년 4월, 조선민주주의인민공화국의 트위터 계정은 온라인 활동가 그룹 Anonymous에 의해서 해킹되었다.[35]
- Flickr: Flickr 계정은 2010년 8월에 시작되어 2013년 4월에 비활성화되었으나 2017년 현재 다시 활성화되어 있다. 사진에는 김정은이 군대로부터 환영을 받는 사진, 학교와 학교 등에서 식사를 즐기며 생활하는 아이들, 농업 성황, 근대 도시생활 등 다양한 사진이 게재됐다.[44] 우리민족끼리 Flickr 계정은 2013년 4월 Anonymous에 의해 해킹당했다.[45]

## 선전 마을
기정동은 조선민주주의인민공화국 개성시 평화리에 있는 마을이다. 비무장지대(DMZ)의 북측 관할 지역에 위치해 있으며, 조선민주주의인민공화국에서는 ‘평화의 마을’(조선어: H, 한화어: MR, MR:achwach)이라고도 불린다.
조선민주주의인민공화국 당국은 마을에 어린이집·유치원·초·중학교·병원 등 200가구의 농장이 있다고 주장한다. 그러나 남한 측 관측에 의하면, 이 마을은 1950년대 한국인의 탈출을 장려함과 동시에 조선민주주의인민공화국군 병사들이 인접한 포대, 요새, 지하벙커 등의 광범위한 군사기지를 구축하기 위해 막대한 비용을 들여 건설한 무인 포템킨(위장된) 마을이었다.

## 같이 보기
- 한국의 소리
- 북한 언론 보도
- 북한의 한국 전쟁 역사 개정
- 사회주의 생활 방식에 맞춰 머리를 다듬 자
- 한국의 선전
- 소련의 선전
- 중화 인민 공화국의 선전

### 관련 주제
- 북한 미디어
- 북한의 통신
- 공산주의 선전

### 검열
- 한국의 라디오 재밍
- 북한 검열[10]